# Žut
La isla Žut (en croata: Otok Žut) Es una isla deshabitada en la parte croata del mar Adriático, en el centro de Dalmacia. Con una superficie de 14,83 kilómetros cuadrados es la vigésimo octava isla más grande en Croacia y la segunda isla más grande del archipiélago de las islas de Kornati, después de Kornat. Aunque la mayor parte del archipiélago, compuesto por 89 islas, islotes y rocas, está incluido en el Parque Nacional de Kornati, la isla Žut no forma parte de este último.
Žut se encuentra entre las islas de Pasman y Kornat y su litoral es inusualmente largo con 44,06 km, gracias a la gran cantidad de calas y bahías. El punto más alto de la isla, es el pico Gubavac a 155 m sobre el nivel del mar. La mayor parte de la isla está cubierta de matorrales bajos. Aunque deshabitada, hay un puerto deportivo en la isla, operado por el club ACI y abierto de marzo a octubre.